# 37 (nombre)
« Trente-sept » redirige ici. Pour l'année, voir 37.
Le nombre 37 (trente-sept) est l'entier naturel qui suit 36 et qui précède 38.

## En mathématiques
Le nombre 37 est :
- un nombre premier,
- le premier nombre premier irrégulier,
- le neuvième nombre premier non brésilien,
- un nombre premier cousin avec 41,
- un nombre premier unique en tant que nombre premier cubain de la forme {\displaystyle p=(x^{3}-y^{3})/(x-y),x=y+1\,}.
- un Diviseur de tous les nombres uniformes à trois chiffres en base 10, tels que 111.
- un nombre hexagonal centré et un nombre étoilé.
- Chaque entier naturel est la somme d'au plus 37 puissances cinquièmes. (faux ? 23 ?)
- Critère de divisibilité et reste dans la division par 37 en base 10 : Soit N un entier s'écrivant à l'aide de 3n chiffres : {\displaystyle N={\overline {a_{3n-1}a_{3n-2}...a_{1}a_{0}}}}, alors le reste dans la division de N par 37 est le même que celui de la somme alternée {\displaystyle -{\overline {a_{3n-1}a_{3n-1}}}+{\overline {a_{3n-2}a_{3n-3}}}-...-{\overline {a_{2}a_{2}}}+{\overline {a_{1}a_{0}}}}. Exemple : 478534 (mod 37) = -44 +78 -55 +34 = 112 - 99 = 13.  En particulier, si cette somme alternée est égale à 0, N est un multiple de 37. De plus, si N est un multiple de 37 alors les nombres qui s'écrivent comme des permutés circulaires de N sont également multiples de 37, parce que {\displaystyle 10^{3n}-1} est un multiple de {\displaystyle 10^{3}-1=27\times 37=999}.

## Dans d'autres domaines
Le nombre 37 est aussi :
- Le numéro atomique du rubidium, un métal alcalin. Masse atomique du rubidium : 85.468 ; 5e période, 1er groupe ; 8+5+4+6+8+5+1=37
- le numéro de la sourate As-Saaffat dans le Coran.
- La température moyenne du corps humain en °C.
- Une partie de l'indicatif téléphonique international pour appeler plusieurs petits pays européens.
- Le n° du département français, l'Indre-et-Loire.
- En France, le nombre d'années de mariage des noces de papier.
- Le nombre d'emplacements de la roulette européenne.
- Le nombre utilisé dans un certain tour de magie. Dans ce tour, le magicien demande à une personne de penser à un nombre qui rassemble les critères suivants :
  - être compris entre 1 et 50,
  - avoir deux chiffres tous les deux impairs différents.

Seulement huit nombres remplissent ces conditions : 13, 15, 17, 19, 31, 35, 37, et 39. Statistiquement, les gens prendront 37 parmi tous les autres nombres. Par conséquent, le magicien peut utiliser cette probabilité pour créer un effet de télépathie. Bien sur, il ne marche pas toujours, mais quand cela se passe, il donne un très bon effet.
- Il existe des références récurrentes du nombre 37 dans les films de Kevin Smith.
- Années historiques : -37, 37 ou 1937.
- Ligne 37

## Dans les jeux vidéo
Le nombre 37 est également :
- La célèbre erreur de connexion[C'est-à-dire ?] rencontrée sur les serveurs d'authentification du jeu Diablo III.
- Un des personnages du jeu vidéo Reverse:1999.